# George Langhans
George Leopold Langhans (* 16. Dezember 1895 in Bremen; † 31. Juli 1972 in Rostock) war ein deutscher Mediziner, Hygieniker und Hochschullehrer.

## Leben
George Langhans war ein Sohn des gleichnamigen Kapitäns der Handelsmarine George Leopold Langhans (1864–1951) und dessen Frau Anna Elisabeth, geb. Engelking (1884–1965). Nach dem 1914 in Bremen abgelegten Abitur begann er im April des Jahres ein Studium der Humanmedizin an der Universität Heidelberg, wurde jedoch noch 1914 Kriegsteilnehmer am Ersten Weltkrieg und war zuletzt Sanitätsfeldwebel in einem Feldlazarett in Frankreich. Ab Februar 1919 setzte er sein Medizinstudium fort, nunmehr an der Universität Rostock, an der er 1922 zum Dr. med. promoviert wurde mit der Arbeit Versuche zur Mikrobestimmung des wahren Blutzuckers vermittels Gärung. Von 1922 bis 1926 war er Assistent in der Medizinischen Poliklinik in Rostock und unterzog sich zudem ab 1923 der kinderärztlichen Fachausbildung an der Rostocker Universität. Nach einer Zeit an der Sozialhygienischen Akademie Berlin-Charlottenburg war er von 1926 bis 1933 als Fürsorgearzt (Amtsarzt) in Güstrow tätig und zugleich Lehrer an der Schule für Fürsorge in Rostock-Michaelshof. Mit der Machtergreifung der NSDAP sah er sich veranlasst, die Tätigkeit in Güstrow zu beenden. Von 1933 bis 1945 wirkte Langhans in Rostock als niedergelassener Fach- und Schularzt für Kinderheilkunde, unterbrochen von 1939 bis 1945 vom erneuten Kriegsdienst in der Wehrmacht in verschiedenen Reservelazaretten, zuletzt im Rang eines Oberstabsarztes als Kommandant des Lazaretts in Graal. Langhans war 1945 an der kampflosen Einnahme des Ortes durch die Rote Armee beteiligt und wurde von dieser mit dem Amt des Bürgermeisters in Graal-Müritz betraut.
In den Jahren 1945/46 war Langhans als Oberregierungsrat bei der Landesverwaltung in Schwerin tätig. 1946 übernahm er die Funktion eines Kontrollarztes bei der Zentralverwaltung der Sowjetischen Besatzungszone und war zudem Schularzt und praktizierender Kinderarzt in Rostock. 1947 begann sein Wirken an der Rostocker Universität mit der Ernennung zum Professor mit Lehrauftrag für Sozialhygiene, 1950 folgte der Wechsel auf die Professur für Schulhygiene und von 1953 bis zur Emeritierung 1962 auf die Professur für Anatomie und Physiologie. Von 1950 bis 1952 übte er zudem die Funktion des Direktors am Institut für Körpererziehung und Schulhygiene der Pädagogischen Fakultät aus, das er bereits ab 1949 stellvertretend geleitet hatte. Langhans’ Lehr- und Forschungsgebiete waren Soziale Hygiene und Praxis in der Gesundheitsführung, Anatomie und Physiologie, Sport- und Schulhygiene sowie Erste Hilfe.

## Familie
George Langhans war seit dem 30. Dezember 1921 verheiratet mit Anneliese (Martha Margarethe Ida Hedwig) Krickeberg (* 22. August 1896 in Osterwieck; † 19. Dezember 1968 in Rostock), der älteren Tochter des Rostocker Pädagogen, Theaterleiters und niederdeutschen Schriftstellers Karl Krickeberg. In zweiter Ehe war er ab 1969 verheiratet mit Christa-Marie, geb. Häger. Der ersten Ehe entstammten die Kinder George Leopold (* 1926 in Rostock), Anneliese (* 1927 in Güstrow), Gerd Heinrich (* 1928 in Güstrow) und Gesine Friederike (* 1933 in Rostock).

## Ehrungen
- Obermedizinalrat (1945)
- Ehrennadel der Deutschen Hochschule für Körperkultur Leipzig in Gold
- Pestalozzi-Medaille in Bronze
- Ehrennadel der Universität Rostock[4]